# Bắc Thụy Anh, Hưng Yên
Bắc Thụy Anh là một xã thuộc tỉnh Hưng Yên, Việt Nam.

## Địa lý
Xã Bắc Thụy Anh nằm ở phía nam của tỉnh Hưng Yên, có vị trí địa lý:
- Phía tây nam giáp xã Thụy Anh.
- Phía đông giáp xã Đông Thụy Anh.
- Phía nam giáp xã Thái Thụy.
- Phía bắc giáp các xã Vĩnh Hải và Vĩnh Am của thành phố Hải Phòng, có ranh giới tự nhiên là sông Hóa.

## Lịch sử
Ngày 16 tháng 6 năm 2025, Ủy ban Thường vụ Quốc hội ban hành Nghị quyết số 1666/NQ-UBTVQH15 về việc sắp xếp các đơn vị hành chính cấp xã của tỉnh Hưng Yên năm 2025. Theo đó, sắp xếp toàn bộ diện tích tự nhiên, quy mô dân số của các xã Thụy Quỳnh, Thụy Văn và Thụy Việt thành xã mới có tên gọi là xã Bắc Thụy Anh.